# Любіжня
Любіжня — річка в Українських Карпатах, у межах Надвірнянського району Івано-Франківської області. Ліва притока Пруту (басейн Дунаю). За назвою річки ідентифікують невеликий, але протяжний присілок селища Делятин, через який власне протікає річка. 

## Опис
Довжина 16 км, площа водозбірного басейну 55,7 км². Похил річки 40 м/км. Річка типово гірська, зі швидкою течією, кам'янистим дном і численними перекатами. Долина вузька, глибока, переважно заліснена. Річище слабозвивисте (в середній течії більш звивисте). 

## Розташування
Любіжня бере початок на захід від селища Делятин. Тече серед північно-східних відногів масиву Ґорґани на схід та (місцями) південний схід, у пригирловій частині — на північний схід. Впадає до Пруту неподалік від східної околиці Делятина, на північний захід від села Заріччя. 
Над річкою розташована центральна частина Делятина, а також його західна частина, яка колись була окремим селом за назвою Любіжня. 
У районі середньої та нижньої течії, на лівому схилі річкової долини розташований Кливський заказник.